# 塔曼灣

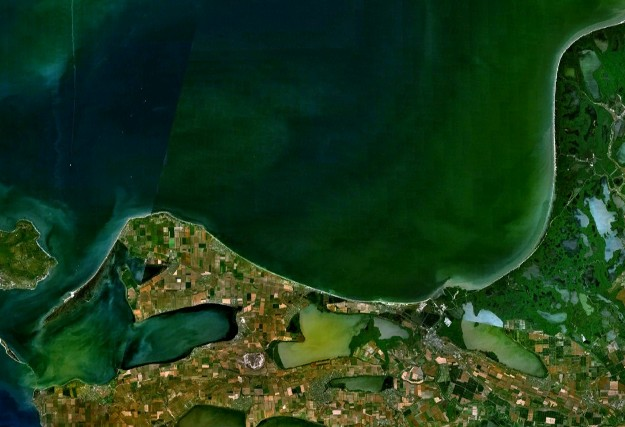

塔曼灣是俄羅斯的海灣，位於亞速海的刻赤海峽東岸，由克拉斯諾達爾邊疆區負責管轄，長約16公里、寬8公里，最大水深5米，每年十二至翌年三月結冰。
45°16′26″N 36°46′59″E / 45.27389°N 36.78306°E